# Mercedes-Benz M103

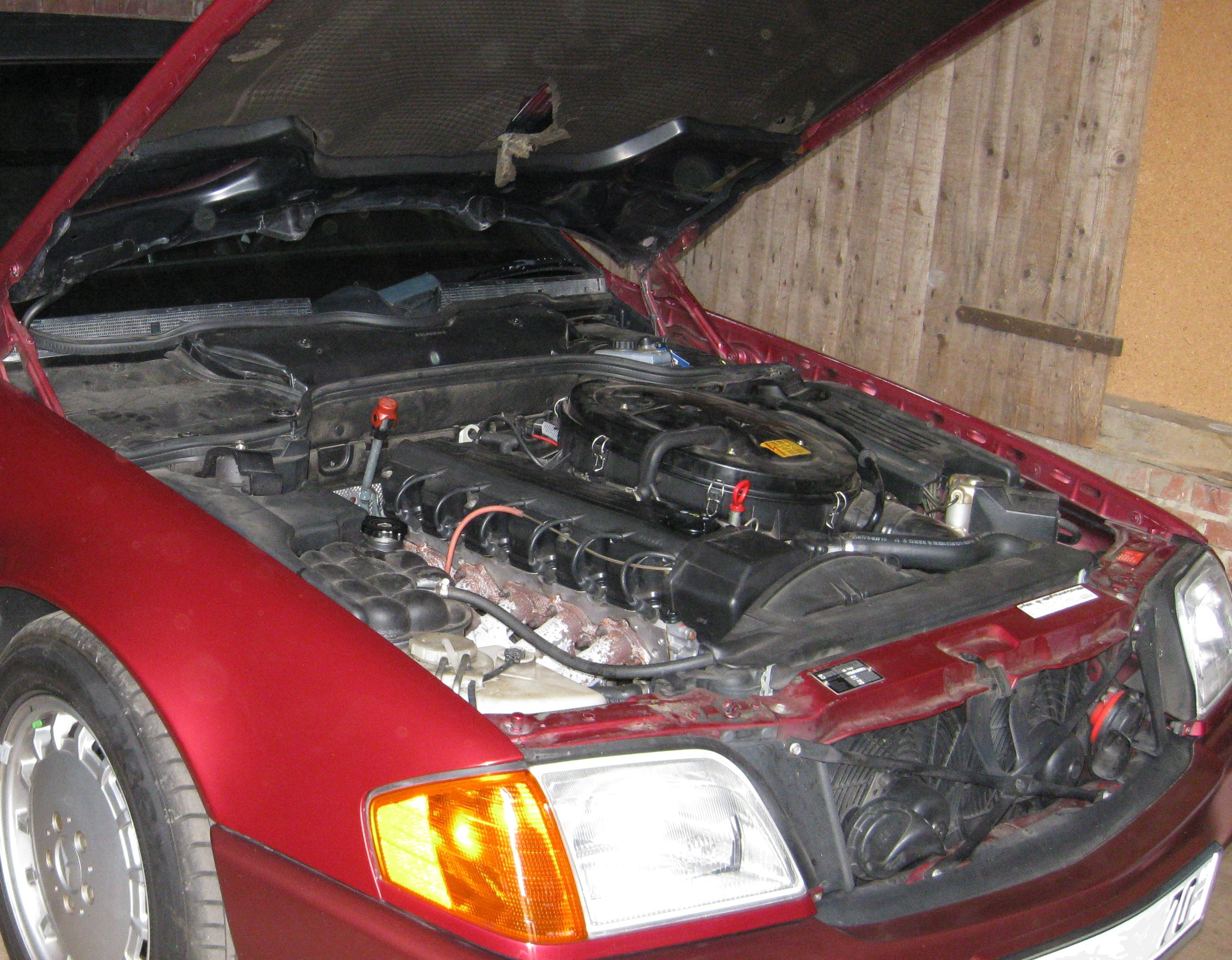
Двигун М103 на автомобілі R129

Mercedes-Benz M103 — бензиновий, рядний, шести циліндровий двигун виробництва Stuttgart-Bad Cannstatt Plant який встановлювався на автомобілі W124 (300Е та Е300), W126, w201, R129 та R107 з 1985 по 1995 роки.
Випущений в 1985 році рядний шестициліндровий двигун М103 призначався для заміни застарілого за всіма параметрами мотора М110 і частково був уніфікований з чотирициліндровим М102 2 л. Чергова сто третя серія (до якої увійшов і 2.6-літровий М103) отримала новий полегшений блок циліндрів з чавуну і 12-клапанну головку блоку з одним розпредвалом і гідрокомпенсаторами, замість колишньої 24-клапанною двохвальною, що викликано бажанням збільшити економічність, знизити вагу силової установки і витрати на її виробництво. Діаметр впускних клапанів 43 мм, випускних 39 мм. Система вприскування палива - механічне впорскування.
У приводі ГРМ використовується не занадто надійній однорядний ланцюг. Система подачі палива - KE-Jetronic.
Наступник трилітрового сто третього двигуна, під назвою М104, вийшов в 1989 році, однак остаточно витіснити М103 йому вдалося тільки в 1995 році.
Наступник 103-го двигуна, двигун М104 почав встановлюватися на автомобілі W124, W210, W202 та W140. З об'ємами 2,8 та 3,2 літри. А також версія AMG з об'ємом 3,6 літри.

## Модифікації двигунів М103
- M103.980 (1985 - 1985 р.в) - перша версія без каталізатора, потужність 188 к.с. при 5700 об/хв, крутний момент 260 Н*м при 4400 об/хв. Ступінь стиснення 10. Встановлювався на Mercedes-Benz 300E W124.
- M103.981 (1985 - 1991 р.в) - аналог М103.980 зі ступенем стиснення 9.2., Випускався для Mercedes-Benz 300SE та 300SEL W126. Проводилися версії без каталізатора потужністю 188 к.с. при 5700 об/хв, крутний момент 260 Н*м при 4400 об/хв і з каталізатором (КАТ), потужність якої 180 к.с. при 5700 об/хв, крутний момент 255 Н*м при 4400 об/хв.
- M103.982 (1985 - 1989 р.в) - аналог М103.981 для Mercedes-Benz 300SL R107. Виготовлявся як з каталізатором, так і без нього.
- M103.983 (1985 - 1995 р.в) - аналог М103.981 для Mercedes-Benz 300E W124 та E300 W124. Виготовлявся як з каталізатором, так і без нього.
- M103.984 (1989 - 1995 р.в) - аналог М103.981, потужність 190 к.с. при 5700 об/хв, крутний момент 260 Н*м при 4500 об/хв. Встановлювався на Mercedes-Benz 300SL R129.
- M103.985 (1985 - 1995 р.в) - аналог М103.983 для повнопривідного Mercedes-Benz 300E 4Matic W124.